# 304e division (Vietnam)
Pour les articles homonymes, voir 304e division.
La 304e division vietnamienne, (en vietnamien : Sư đoàn 304), est une unité militaire créée pendant la guerre d'Indochine par les forces Việt Minh pour lutter contre les troupes de l'Union française. L'unité fut fondée à Tho Xuan province de Thanh Hoa le 10 mars 1950.

## Chefs de corps
- Commandant en chef : Général Hoàng Minh Thảo
- Commissaire politique : Trần Văn Quang puis Lê Chưởng

## Organisation
La division est formée de 3 régiments d'infanterie ou Trung đoàn
- 9e régiment d'infanterie (Ninh Bình), constitué des bataillons 353, 375 et 400
- 57e régiment d'infanterie (Nho Quan), constitué des bataillons 265, 346 et 418
- 66e régiment d'infanterie (Đông Sơn)

## Sources et bibliographies
- Général Võ Nguyên Giáp, Mémoires 1946-1954 : Tome 1 à 3, Anako, 2003.
- Eric Deroo et Christophe Dutrône, Le Viêt-Minh, Les Indes savantes, 2008.  (ISBN 978-2-84654-145-9).